# Miki Fujimoto
Miki Fujimoto (jap. 藤本美貴 Fujimoto Miki; ur. 26 lutego 1985 w Takikawa) – japońska piosenkarka popowa. Śpiewała m.in. w zespołach Morning Musume, Gomattou, Country Musume, Otome Gumi, Odoru 11, 11WATER, H.P. All Stars, Sexy Otonajan. Obecnie tworzy duet GAM razem z Ayą Matsu’urą. Od 2009 roku żona komika Tomoharu Shōji.

## Dyskografia (Solowa)

### Albumy
- MIKI 1

### Single
- Aenai nagai nichiyōbi (jap. 会えない長い日曜日)
- Sotto kuchi tsukete gyūto dakishimete (jap. そっと口づけでギュッと抱きしめて)
- Romantic ukare Mode (jap. ロマンティック浮かれモード)
- Boyfriend (jap. ボーイフレンド)
- BOOGIE TRAIN '03 (jap. ブギートレイン'03)